# Korpus Inżynierów Koronnych

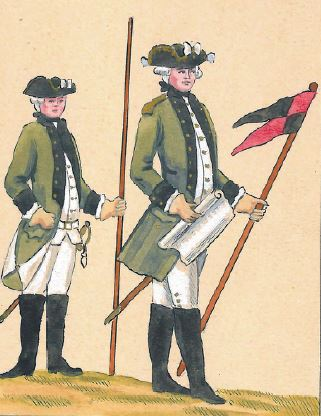
Oficer i szeregowy korpusu inżynierów

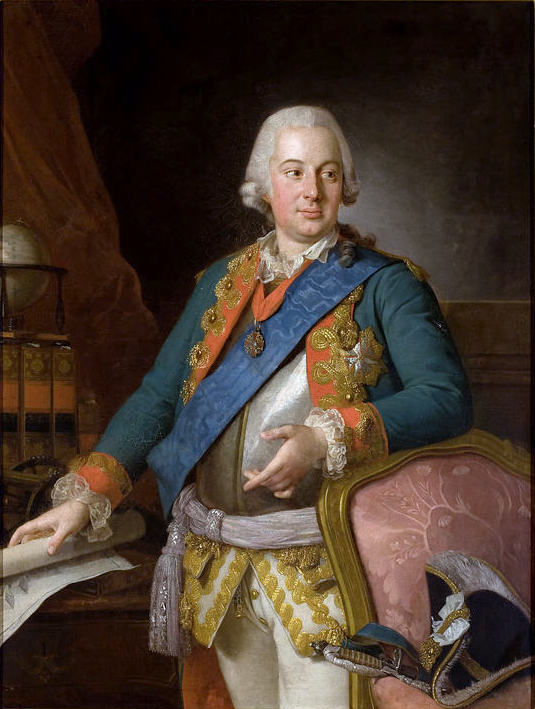
Alojzy Fryderyk von Brühl

Korpus Inżynierów Koronnych – ogół jednostek inżynieryjnych armii koronnej w XVIII wieku.

## Formowanie i zmiany organizacyjne
Korpus został utworzony na mocy ustawy sejmowej w 1775 roku, wchodził w skład Korpusu Artylerii Koronnej i podlegał jego dowódcy.
Początkowo dowództwo składało się z komendanta w randze podpułkownika, majora, dwóch kapitanów, dwóch poruczników i sześciu podoficerów. Szefem korpusu z urzędu został generał artylerii koronnej Alojzy Fryderyk von Brühl, a komendantem ppłk Jan Klein. 
Zadaniem dowództwa korpusu było opracowywanie i realizacja planów budownictwa wojskowego, zwłaszcza fortyfikacyjnego i komunikacyjnego, a także prace pomiarowe i topograficzne.
W okresie Sejmu Czteroletniego zwiększono liczbę inżynierów. We wrześniu 1789 przyjęto ofiarę kapitana korpusu Jana Potockiego w corocznej kwocie 10800 złotych. Przeznaczona została ona na powiększenie korpusu o 26 ludzi.
Uchwalony w październiku 1789 nowy etat wojska przewidywał powiększenie jednostek do 93 ludzi, razem z 26 osobami z ofiary Jana Potockiego dawało to etatowo liczbę 119 żołnierzy.
W czerwcu 1791 zorganizowano dodatkowo kompanię pontonierów, wchodzącą w etat wojska koronnego i będącą częścią Korpusu Inżynierów. Miała liczyć 120 żołnierzy z trzema oficerami w tym kapitanem jako dowódcą.

## Żołnierze korpusu
Szefowie:
- Alojzy F. Bruhl (1775-1788)
- Stanisław Sz. Potocki (1788-1792)
- Stanisław K. Potocki (1792)
- Stanisław Sz. Potocki (VIII 1792-)

Pułkownicy:
- ppłk Jan Klein (od 26 V 1775 do 26 X 1789)[a]
- płk Karol Sierakowski (od 17 XI 1789).